# Testacella bisulcata
Testacella bisulcata is een slakkensoort uit de familie van de Testacellidae. De wetenschappelijke naam van de soort is voor het eerst geldig gepubliceerd in 1826 door Risso.